# Wilma Salas
Wilma Salas Rosell, född 9 mars 1991 i Santiago de Cuba, Kuba är en volleybollspelare (högerspiker). 
Salas spelade på Kuba med provinslaget Santiago de Cuba. Samtidigt var hon framgångsrik med Kubas landslag. Hon deltog vid VM 2010 och tog två brons vid Nordamerikanska mästerskapet. Hon slutade spel med både provins- och landslag 2012 och tävlingsspelade inte under de två följande åren. Hon debuterade som proffs 2014 med Rabitä Baku i azerbajdzjanska Superliqa och vann ligan 2014/2015. Hon blev även azerbajdjansk medborgare och gick under namnet Wilma Aslihanova. Hon flyttade följande säsong till Turkiet där hon först spelade med Çanakkale BSK under en säsong och därefter med Halkbank SK under två säsonger.
Till säsongen 2018/2019 flyttade hon till Italien för spel med Cuneo Granda Volley i serie A1. Efter säsongens slut flyttade hon till Filippinerna för spel med Petro Gazz Angels under sommarens Premier Volleyball League-turnering, som hon var med och vann. Till hösten fortsatte hon till Chemik Police med vilka hon vann både mästerskapet och cupen två gånger. Under den andra säsongen drabbades hon dock av en allvarlig knäskada- Salas flyttade 2021 till Grekland för spel med Olympiakos SFP. Hon spelade med dem under två säsonger, i bägge fallen med en andraplats i ligan som resultat. Salas flyttade 2023 till Turkiet för spel med Beşiktaş JK.